# Rauskajaureh
Rauskajaureh är varandra näraliggande sjöar i Kiruna kommun i Lappland som ingår i Torneälvens huvudavrinningsområde:
- Rauskajaureh (Karesuando socken, Lappland), sjö i Kiruna kommun, 68°51′22″N 20°36′49″Ö / 68.8562°N 20.6137°Ö (76,3 ha)
- Rauskajaureh, Lappland, sjö i Kiruna kommun, 68°51′36″N 20°40′33″Ö / 68.86°N 20.6758°Ö (78,7 ha)